# Pico Luigi Amedeo
O Pico Luigi Amedeo (em francês:  Pointe Louis Amédée) é um cume no Monte Branco de Courmayeur a 4469 m de altitude, pelo que faz parte da lista dos "cumes dos Alpes com mais de 4000 metros de altitude".

## Toponímia
O seu nome é uma homenagem a Luís Amadeu de Saboia que foi duque dos Abruzos
A primeira ascensão teve lugar a 20 de julho de 1901 e foi feita por G.B. e G.F. Gugliermina com o guia Joseph Brocherel, que depois seguiram pela Cresta do Brouillard até ao Monte Branco de Courmayeur.

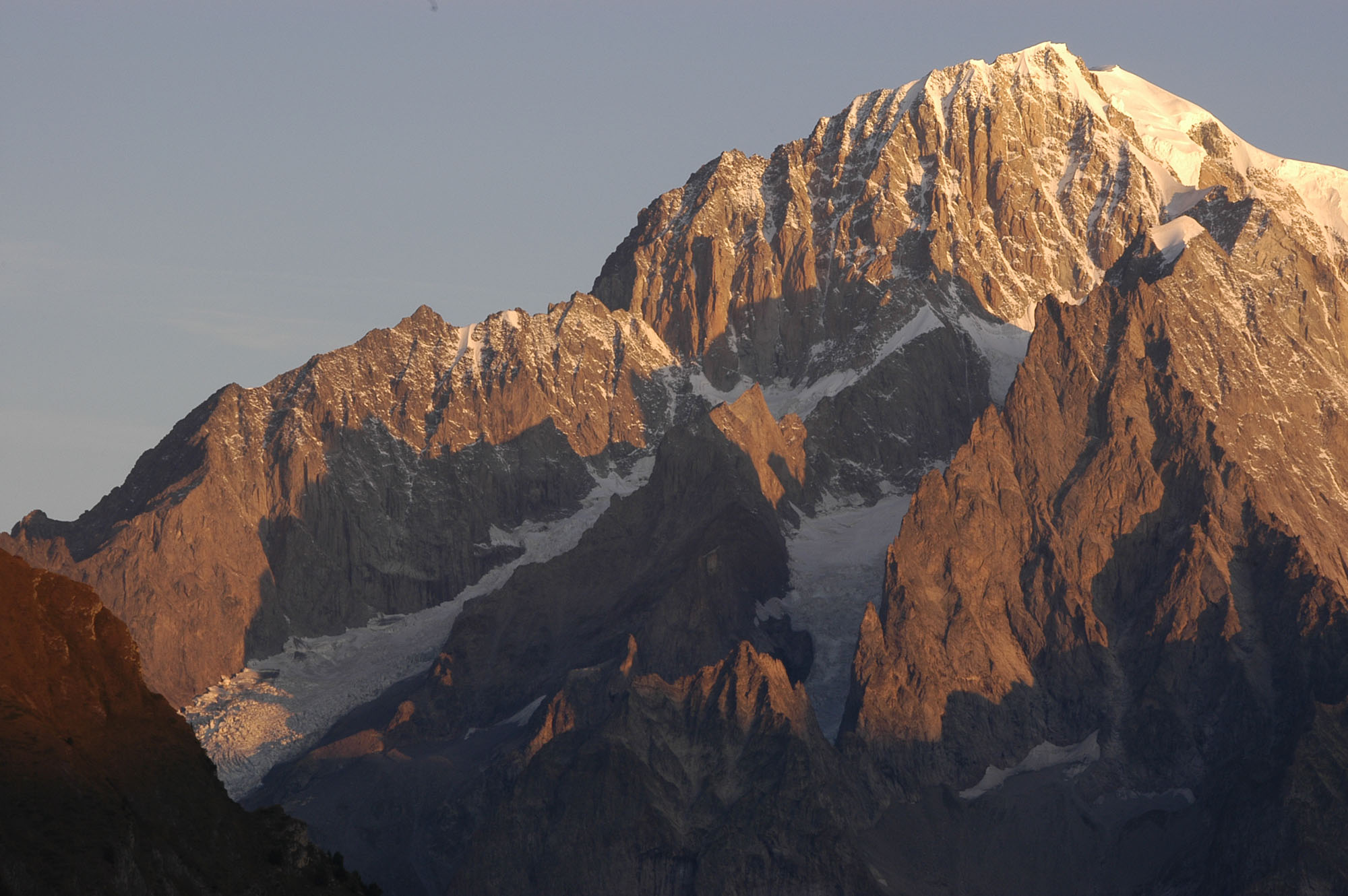
Da esquerda para a direita, os sucessivos picos são: a ponta Baretti (4013 m), o monte Brouillard (4069 m), o Pico Luigi Amedeo (4460 m), o Monte Branco de Courmayeur (4680m) e o Monte Branco (4810 m), do qual só se vê o topo.